# رالف فريتز
رالف فريتز (بالإنجليزية: Ralph Fritz)‏ هو لاعب كرة قدم أمريكية أمريكي، ولد في 23 نوفمبر 1917 في نيو كنسينغتون في الولايات المتحدة، وتوفي في 4 فبراير 2002.